# Iron Savior
Iron Savior är ett tyskt power metalband grundat av Piet Sielck 1996 i Hamburg. Sielck är den enda kvarvarande originalmedlemmen.
Texternas teman är science fiction-inspirerade. De flesta av låtarna är baserade på historien om en intergalaktisk farkost (Iron Savior) vars mål är att beskydda kontinenten Atlantis. Andra teman är uppror och kampen för frihet. Musikaliskt påminner de om Judas Priest, Gamma Ray och Helloween.
Genom åren har ett antal kända musiker i genren spelat i bandet, antingen som medlemmar eller medverkande i studion. Bland dessa kan nämnas Kai Hansen (Gamma Ray, Helloween, ex-Unisonic), Thomen Stauch (ex-Blind Guardian) och Dan Zimmerman (ex-Freedom Call, ex-Gamma Ray).

## Bandmedlemmar
Nuvarande medlemmar
- Piet Sielck – sång, gitarr (1996– )
- Joachim "Piesel" Küstner – körsång, gitarr (2000– )
- Patrick Klose – trummor (2017– )
- Patrick Opitz – elbas (2025– )

Tidigare bandmedlemmar
- Thomas "Thomen" Stauch – trummor (1996–1997)
- Kai Hansen – sång, gitarr (1996–2001)
- Andreas Kück – synthesizer, körsång (1998–2002)
- Dan Zimmermann – trummor (1998–1999)
- Yenz Leonhardt – körsång, basgitarr (2003–2011)
- Thomas Nack – trummor, slagverk (1999–2017)
- Jan-Sören Eckert – basgitarr, körsång (1998–2003, 2011–2025)

Turnerande medlemmar
- Thomas Nack – trummor, slagverk (1997–1998)
- Uwe Seeman – basgitarr (2012)
- Jan Bertram – gitarr (2012)
- Patrick Klose – trummor (2016–2017)
- Patrick Opitz – basgitarr (2024)

## Diskografi
Studioalbum
- 1997 – Iron Savior
- 1999 – Unification
- 2001 – Dark Assault
- 2002 – Condition Red
- 2004 – Battering Ram
- 2007 – Megatropolis
- 2011 – The Landing
- 2014 – Rise of the Hero
- 2015 – Megatropolis 2.0
- 2016 – Titancraft
- 2017 – Reforged - Riding On Fire
- 2019 – Kill Or Get Killed
- 2020 – Skycrest
- 2022 – Reforged – Ironbound
- 2023 – Firestar

Livealbum
- 2015: Live at the Final Frontier

EP
- 1999 – Interlude

Singlar
- 1998 – "Coming Home"
- 2000 – "I've Been To Hell"
- 2019 – "Eternal Quest"
- 2019 – "Stand Up and Fight"
- 2019 – "Roaring Thunder"
- 2019 – "Kill or Get Killed"
- 2020 – "Our Time Has Come"
- 2020 – "Souleater"
- 2022 – "Brothers (of the Past)"
- 2022 – "The Battle"
- 2022 – "Solar Wings"
- 2022 – "Paradise"
- 2023 – "Firestar"
- 2023 – "In the Realm of Heavy Metal"
- 2024 – "Raising Hell"